# Gare d'Aïn Sebaâ

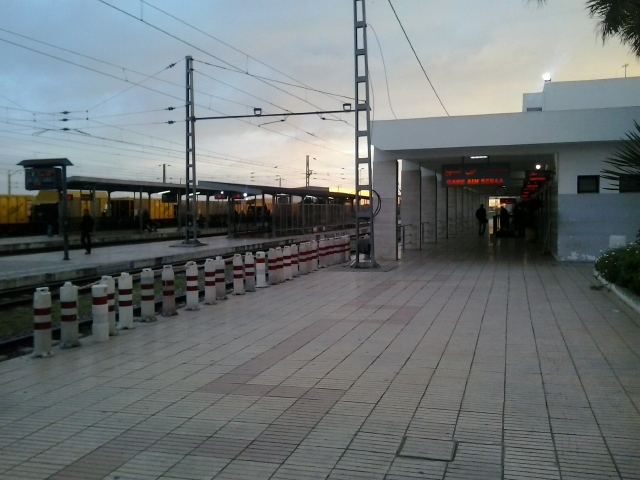
Gare d'Aïn Sebaâ - Casablanca

La gare d'Aïn Sebaâ (arabe : محطة عين السبع) est une gare ferroviaire située à Casablanca dans le quartier d'Aïn Sebaâ.
Elle est un point de correspondance très important dans la ville de Casablanca, et interconnecte Al Bidaoui (le réseau de transport en commun de l'agglomération casablancaise), le TGL et le TNR.

## Intermodalité
La gare est desservie par la ligne  T2  du tramway ; par les lignes de bus Casabus  23  et  608 .